# Большой зелёный голубь
Большой зелёный голубь (лат. Treron capellei) — вид птиц семейства голубиных (Columbidae). Распространён в Юго-Восточной Азии. Выделяют два подвида.
Как и многие другие виды Юго-Восточной Азии, образ жизни которых зависит от сплошных лесов, большой зеленый голубь также находится под угрозой исчезновения. В связи с сокращением численности популяции, МСОП относит его к категории уязвимых.

## Описание

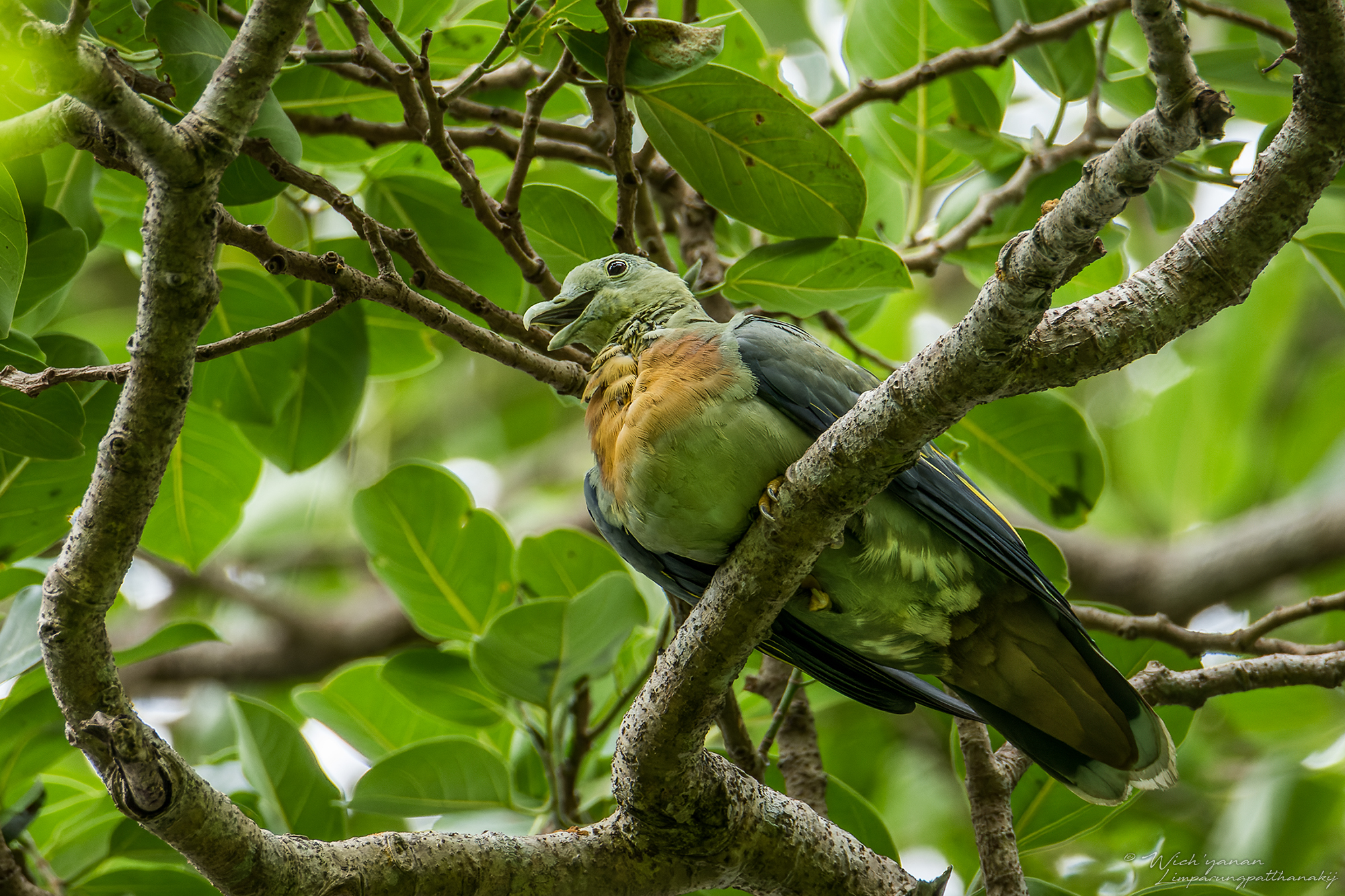
Treron capellei

Длина тела до 36 см. Среднего размера, компактно сложенный голубь, который немного крупнее сизого голубя. Хвост длиной от 9,5 до 11 см. Клюв длиной от 2,2 до 2,4 см. Половой диморфизм выражен слабо.

### Внешний вид самца
Клюв самца очень сильный, с сильно изогнутым кончиком. Кожа восковицы частично оперена, из-за чего лоб выглядит очень плоским. Передняя часть головы, поводья и макушка тёмно-зелёные или серые. На затылке эта окраска меняется на тёмно-зелёную. Мантия и малые кроющие крыла также тёмно-зелёные. Средние перья темно-серые, верхний ряд перьев серый. Нижний ряд имеет узкую золотисто-жёлтую бахрому из перьев. Большие кроющие крыла чёрные с очень тонкой золотисто-жёлтой бахромой на внешних перьях.
Спина серо-зеленая, верхние кроющие хвоста и центральные маховые перья более насыщенного зелёного цвета, чем спина. Внешние маховые перья серые с широкой чёрной горизонтальной полосой.
Подбородок и горло тусклые желтовато-зеленые. Шея немного темнее. На груди имеется широкая оранжевая полоса, наиболее яркая в центре и почти красная по бокам груди. Брюхо матово-серо-зеленое, бока более серые, многочисленные перья на бедрах имеют кремово-белый внешний плюмаж. Подхвостье тёмно-рыжевато-коричневое.
Окологлазное кольцо узкое, от желтоватого до зеленовато-жёлтого цвета. Радужная оболочка глаза у большинства особей коричневая или красновато-коричневая. Однако встречаются особи с беловатой или желтоватой радужной оболочкой. Ноги и ступни желтоватого цвета.

### Внешний вид самок и птенцов
Самки похожи на самцов. Однако оранжевая полоса на груди у них более золотисто-жёлтая и более однородная по цвету. Подхвостье у самок также светлее. Птенцы окрашены так же, как и самки. Грудка у них яркого желтовато-оранжевого цвета. Подхвостье коричневато-изабеллового цвета.

## Распространение
Встречается от Таиланда и Малайзии до Борнео и Суматры. Раньше этот вид был обычным для региона, но в настоящее время его популяции резко сократились по всему ареалу. На Яве и в Мьянме, которые относятся к историческому ареалу этого вида, в последние десятилетия больше не встречались. В начале XX века на Малайском полуострове ещё встречались стаи из 200—300 больших зеленых голубей. Сегодня типичными являются стаи из 20-30 особей, но их можно наблюдать только в тех регионах, где ещё сохранились большие сплошные лесные массивы. В некоторых районах Борнео также нет доказательств того, что популяции всё ещё существуют. В других частях этого острова они встречаются лишь изредка. О состоянии популяции на Суматре известно немного, но в 2006 году там видели стаю из 40 особей.

## Образ жизни
Питается фруктами, особенно важную роль играет инжир. На материковой части Азии сезон размножения приходится на период с апреля по июль. На Суматре гнездо с одним яйцом было найдено в феврале.